# Stephen Tataw
Stephen Tataw, né le 31 mars 1963 à Yaoundé et mort le 31 juillet 2020 dans la même ville, est un footballeur international camerounais. Il jouait au poste de défenseur.

## Carrière

### En club
Il commence sa carrière au Tonnerre Yaoundé, avant de rejoindre l'Olympique Mvolyé en 1991. En 1994, il signe aux Tosu Futures au Japon. Il serait le premier footballeur professionnel né en Afrique à exercer au Japon.

### En sélection
Stephen Tataw compte 73 sélections avec l'équipe du Cameroun. Il est capitaine de sa sélection à la coupe du monde de 1990, où le Cameroun devient le premier pays africain à atteindre les quarts de finale d'une coupe du monde.
Il participe également à la coupe d'Afrique 1992 (élimination en demi-finale) et à la coupe du monde 1994 (élimination au premier tour).
Il meurt le 31 juillet 2020,.

## Décoration
Commandeur de l'Ordre de la Valeur à titre posthume